# Étienne Estrangin
Pour les articles homonymes, voir Estrangin.
Étienne Estrangin, né le 14 juin 1879 à Marseille et mort le 27 octobre 1971 dans la même ville, est secrétaire général de l'Union des syndicats agricoles des Alpes et de Provence, ainsi que président de la Chambre d'agriculture des Bouches-du-Rhône. Il a œuvré pour la naissance et le développement des organisations et syndicats agricoles.

## Biographie
Étienne Estrangin naît le 14 juin 1879 à Marseille. Issu d'une famille de notables de Provence, hommes de loi, négociants et armateurs dans la cité phocéenne, il est le fils d'Eugène II Estrangin, notaire à Marseille, et de Thérèse Gibbal. Gendre de l'historien Louis Arnould, il est le père du patron de presse Louis Estrangin.
Leur propriété familiale à Allauch est le château - bastide de Fonvieille, transmis à Étienne par ses ancêtres Pinatel et Gibbal.
Étienne Estrangin est licencié ès lettres.
Il est exploitant agricole, fondateur de groupes de réflexion catholiques et dirigeant de syndicats agricoles.
En 1903, il fonde avec une douzaine d'étudiants et de prêtres l'association groupant sous une forme fédérale les Unions d'études catholiques sociales et les Cercles d'études de la région provençale, ce qui constituera par la suite en 1904 la branche provençale des Semaines sociales de France.

Durant la guerre de 14-18, en tant que capitaine du 63e bataillon de chasseurs alpins, il est cité à plusieurs reprises : 

« Commandant de compagnie hors pair, d'une haute tenue morale. A su imprimer à son unité un sens très élevé du devoir. Pendant l'attaque du 24 août 1916, après une sérieuse avance, a pu maintenir ses hommes au combat corps à corps auquel il a participé lui-même jusqu'à ce qu'il ne lui resta qu'une poignée de braves avec lesquels il s'est cramponné sur le terrain conquis »

. 15 braves des 192 hommes que commandait le capitaine Estrangin survécurent à l'attaque.
Il est président de la Chambre d'agriculture des Bouches du Rhône (1937)  et président du conseil départemental des Bouches-du-Rhône (JO du 21 février 1943).
Il est membre de la commission générale des Semaines sociales de France et secrétaire général de la fédération catholique des Alpes et de Provence.
Dans le domaine de la presse, il est directeur de l'hebdomadaire Alpes et Provence (1897), organe régional des syndicats d'associations agricoles.
Il meurt à Marseille le 27 octobre 1971 à l'âge de 92 ans.

## Décorations
- Officier de la Légion d’honneur
- Croix de guerre 14-18

## Publications
- Mémoire sur le développement et du fonctionnement des syndicats agricoles et des Unions de syndicats agricoles en Provence. Congrès de Marseille, 1922[10].
- Cours sur "La situation des populations maritimes". Semaines sociales de France (1908)[11].
- Cours sur "L'organisation économique de l'agriculture : les coopératives de production". Société d'Economie Sociale (1911)[12].
- Encyclopédie départementale des Bouches-du-Rhône. Le bilan du XIXe siècle. Tome VII, de Paul Masson et Étienne Estrangin[13].